# Ex-Kathedrale von Elvas

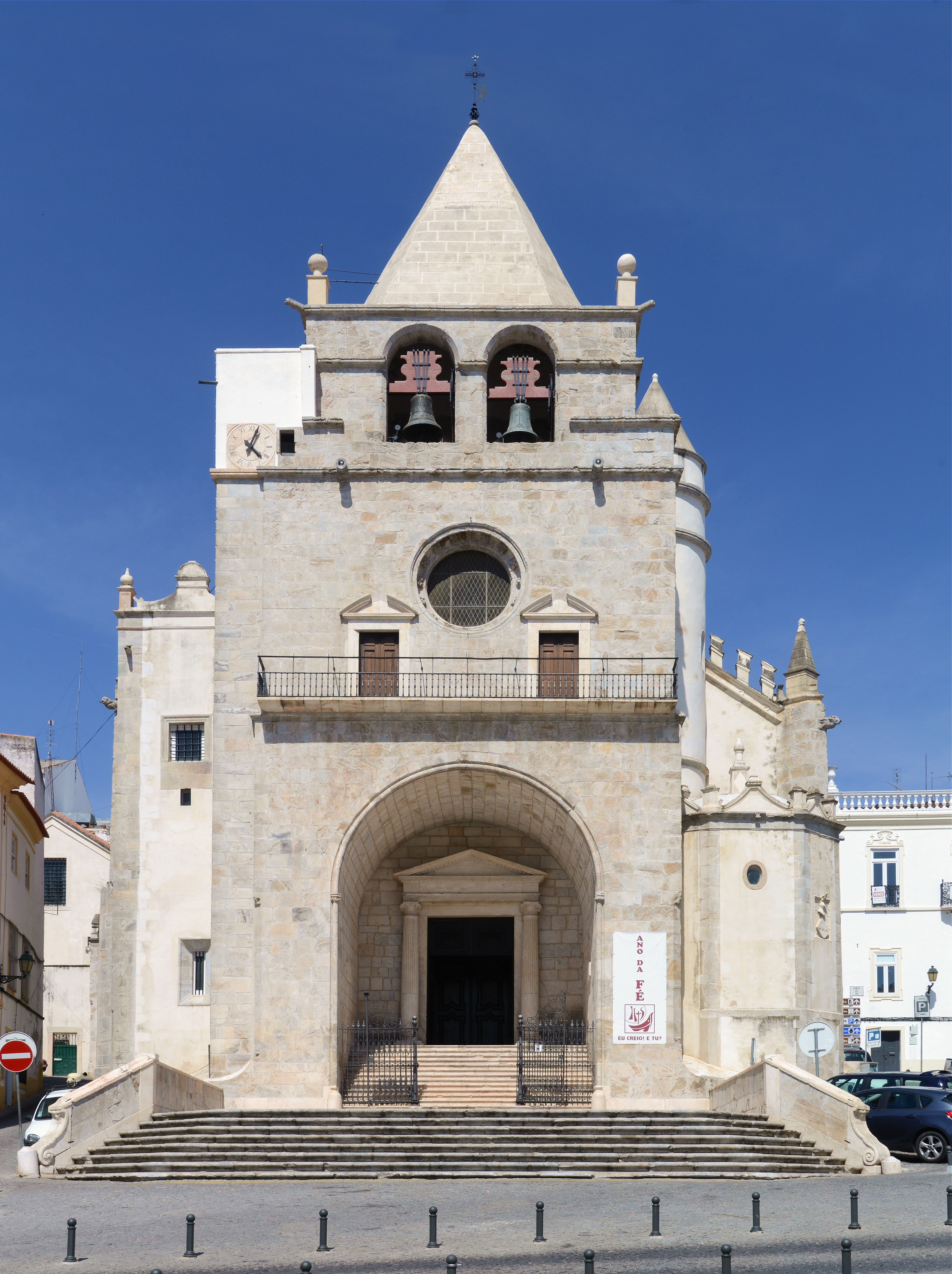
Ex-Kathedrale von Elvas

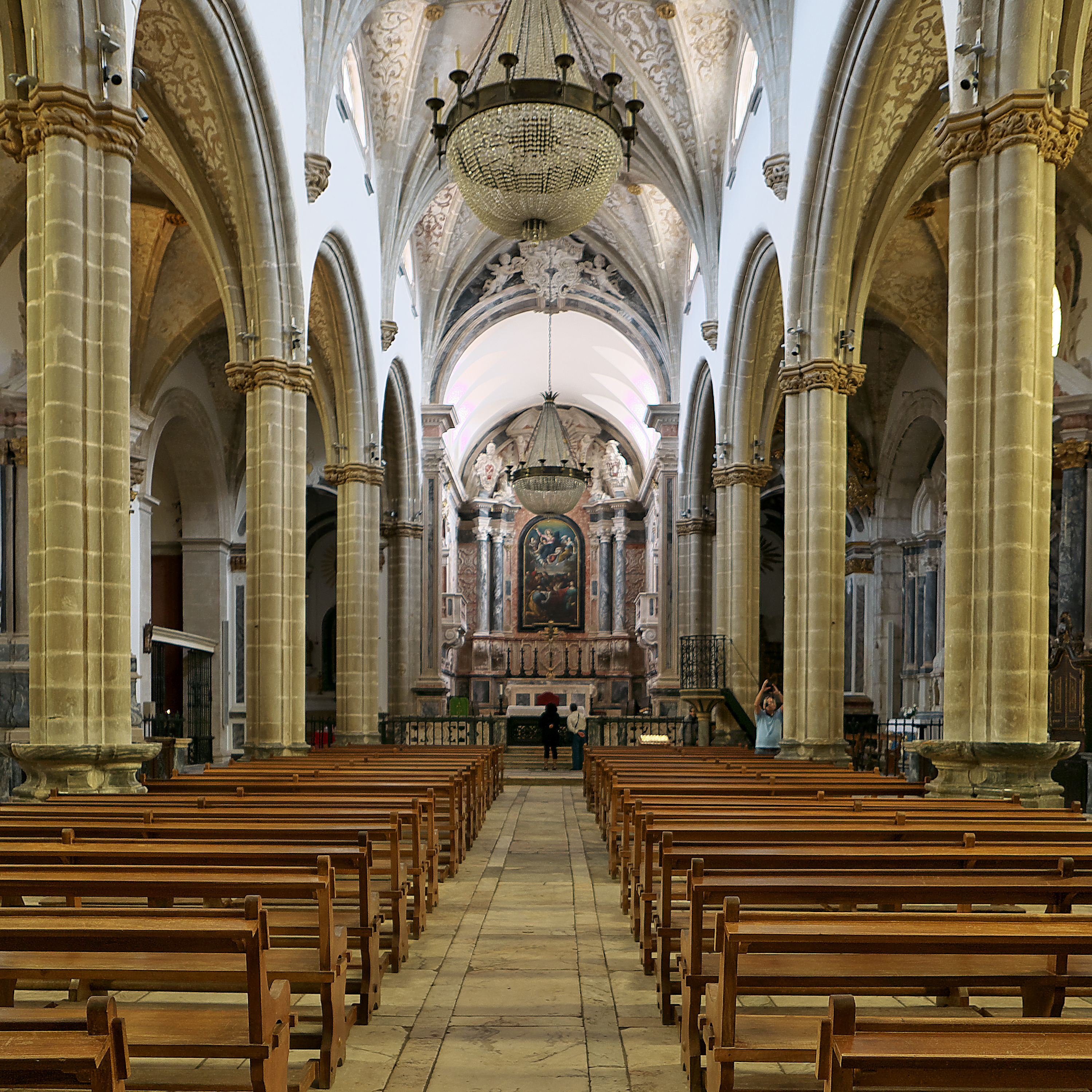
Inneres

Die der Himmelfahrt Mariens geweihte Ex-Kathedrale von Elvas (portugiesisch Sé Catedral Nossa Senhora d’Assunção) war von 1570 bis 1881 Sitz des römisch-katholischen Bistums Elvas in der ostportugiesischen Stadt Elvas.

## Lage
Die heutige Pfarrkirche liegt auf dem Altstadthügel der Grenzstadt Elvas in einer Höhe von ca. 350 m. Der Chor der ehemaligen Kathedrale ist nach Nordwesten orientiert; der Eingang weist folglich nach Südosten.

## Geschichte
Das Bistum Elvas wurde im Jahr 1570 aus Gebietsabtretungen des Erzbistums Évora gebildet, dem es auch als Suffraganbistum bis zum 30. September 1881 unterstellt war. Die Kirche und spätere Kathedrale war bereits in den Jahren 1517–1537 gebaut worden. Im 18. Jahrhundert erhielt sie eine barocke Ausstattung. 

## Architektur
Die über zwei Treppenaufgänge erreichbare Fassade der Kirche macht einen eher abweisenden und durchaus wehrhaften Eindruck; das nachträglich (um 1550) hinzugefügte Renaissance-Portal hat einen Dreiecksgiebel und liegt am Ende eines Durchgangs unter dem mit einem steinernen Pyramidendach bedeckten Glockenturm (torre siniera).
Das Innere der Kirche ist dreischiffig, basilikal und rippengewölbt, wobei die einzelnen Gewölbejoche eine leichte Busung aufweisen und vegetabilische Malereien enthalten. Die im Stil des Barock ausgestaltete Chorscheitelkapelle (capela-mor) ist – wie in Portugal üblich – nach Osten verlängert um ein Chorgestühl etc. aufzunehmen; die Kapellen am Ende der deutlich kürzeren Seitenschiffe enthalten Barockaltäre.

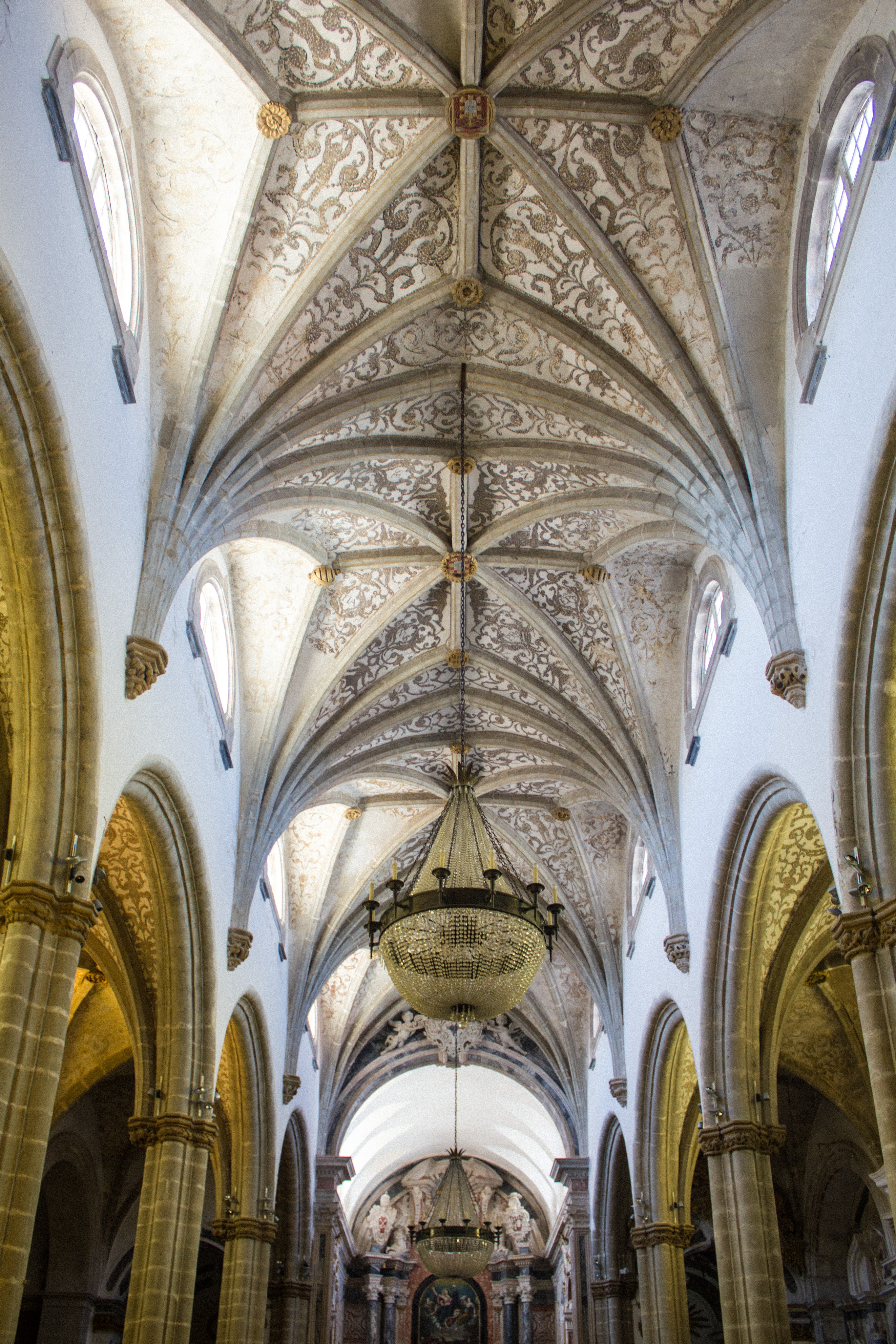
Mittelschiffsgewölbe
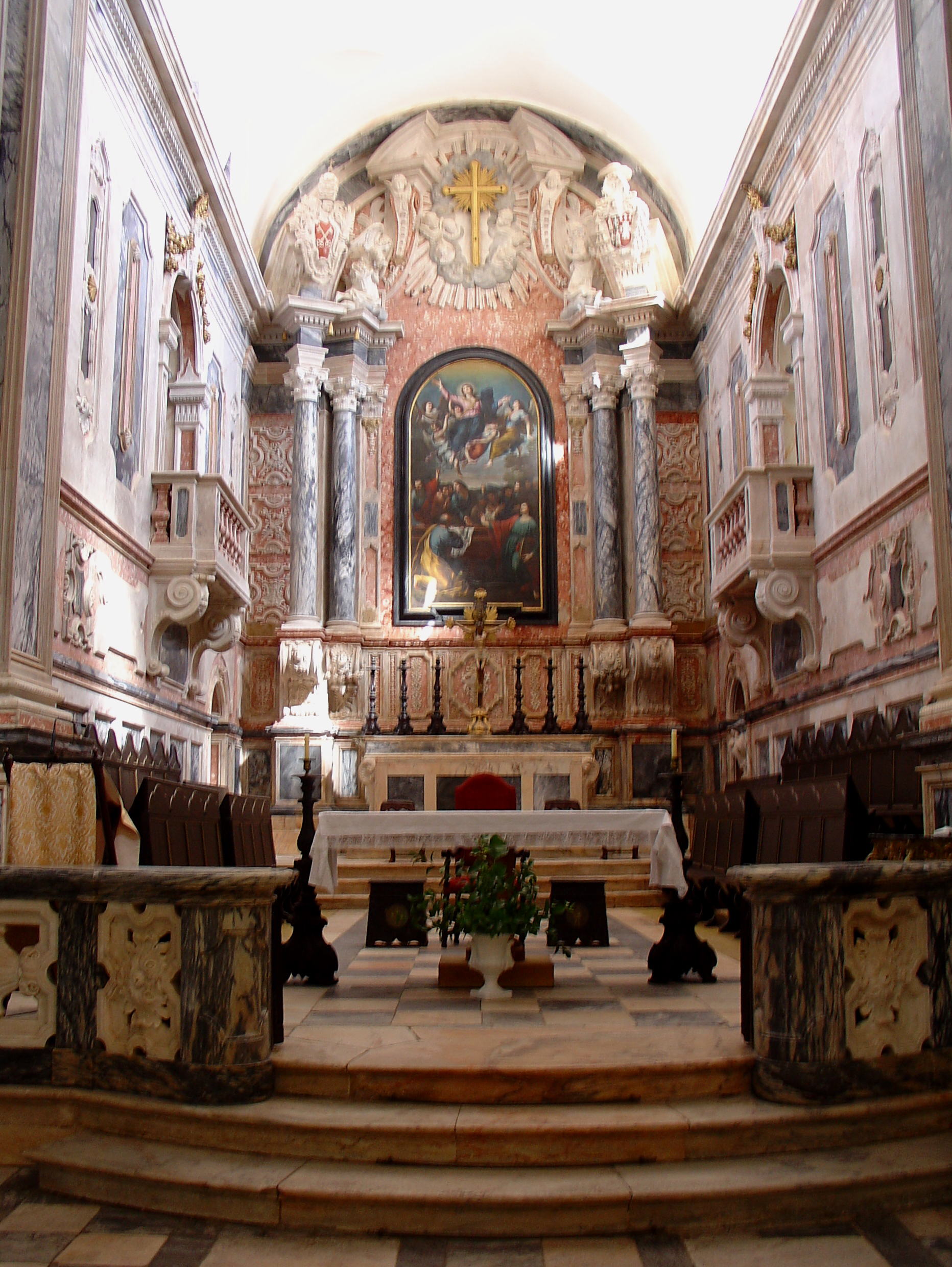
Chorscheitelkapelle (capela-mor) (Ausstattung um 1740)
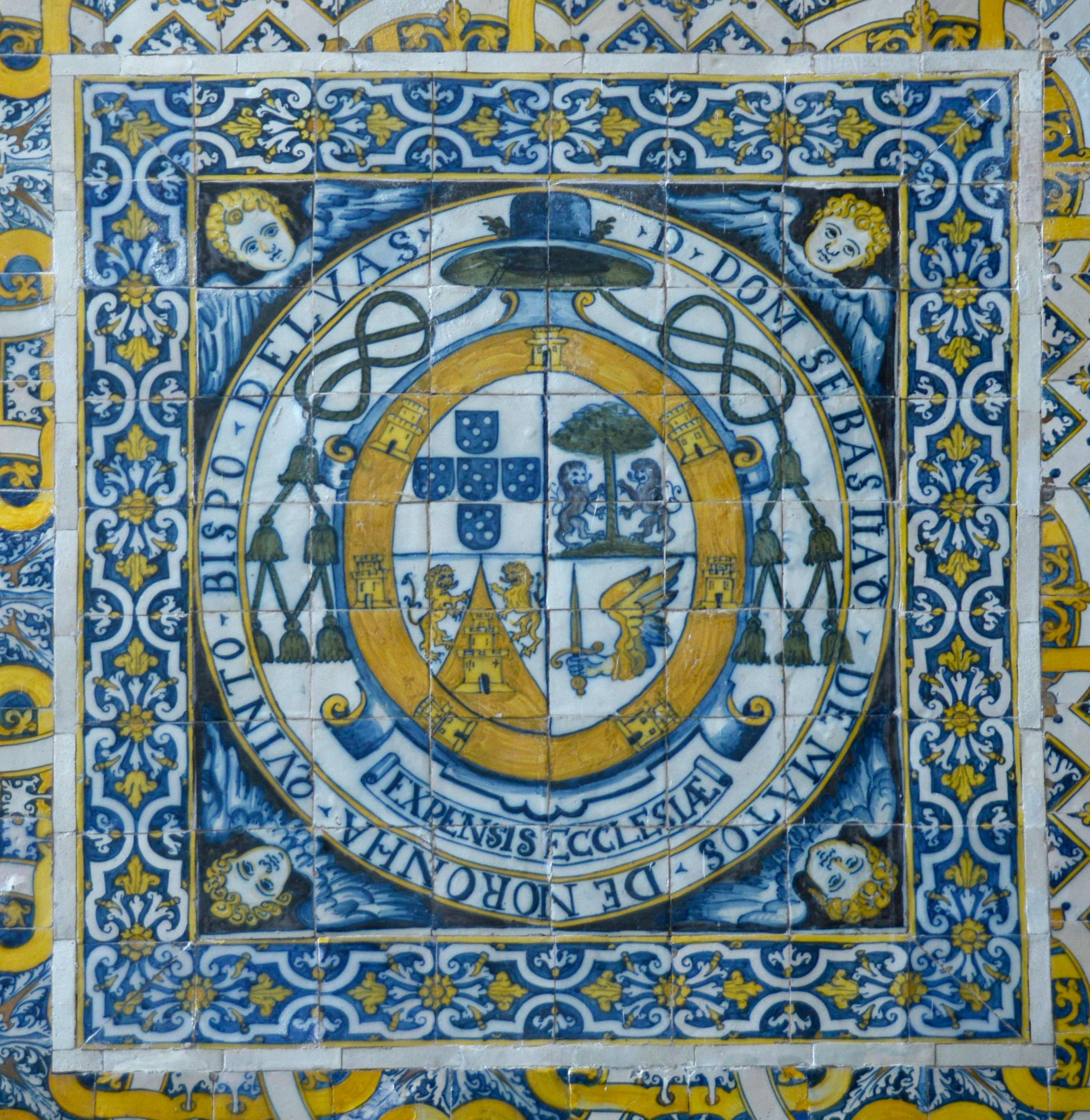
Azulejo mit Bischofswappen (um 1610)
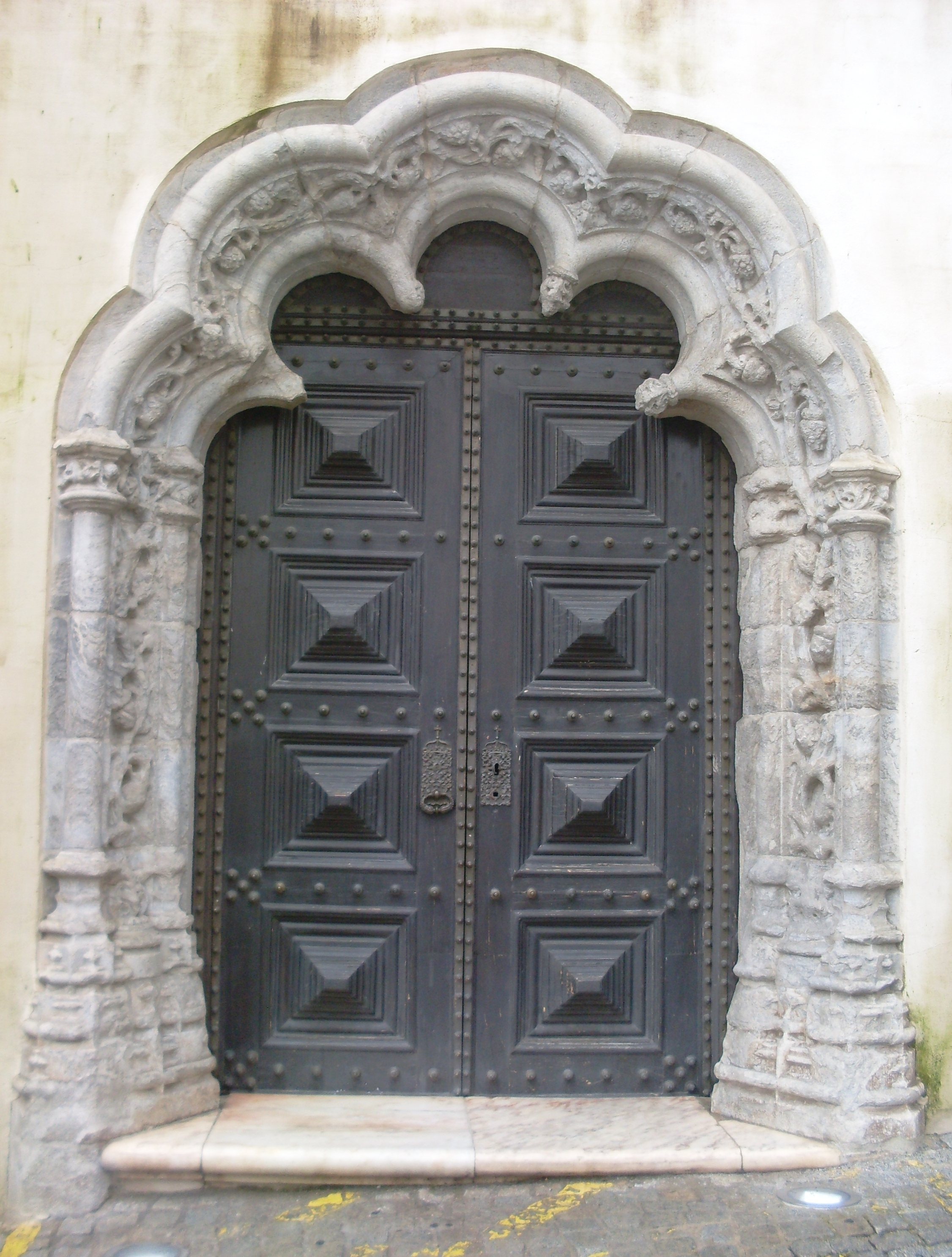
manuelinisches Seitenportal (um 1540)
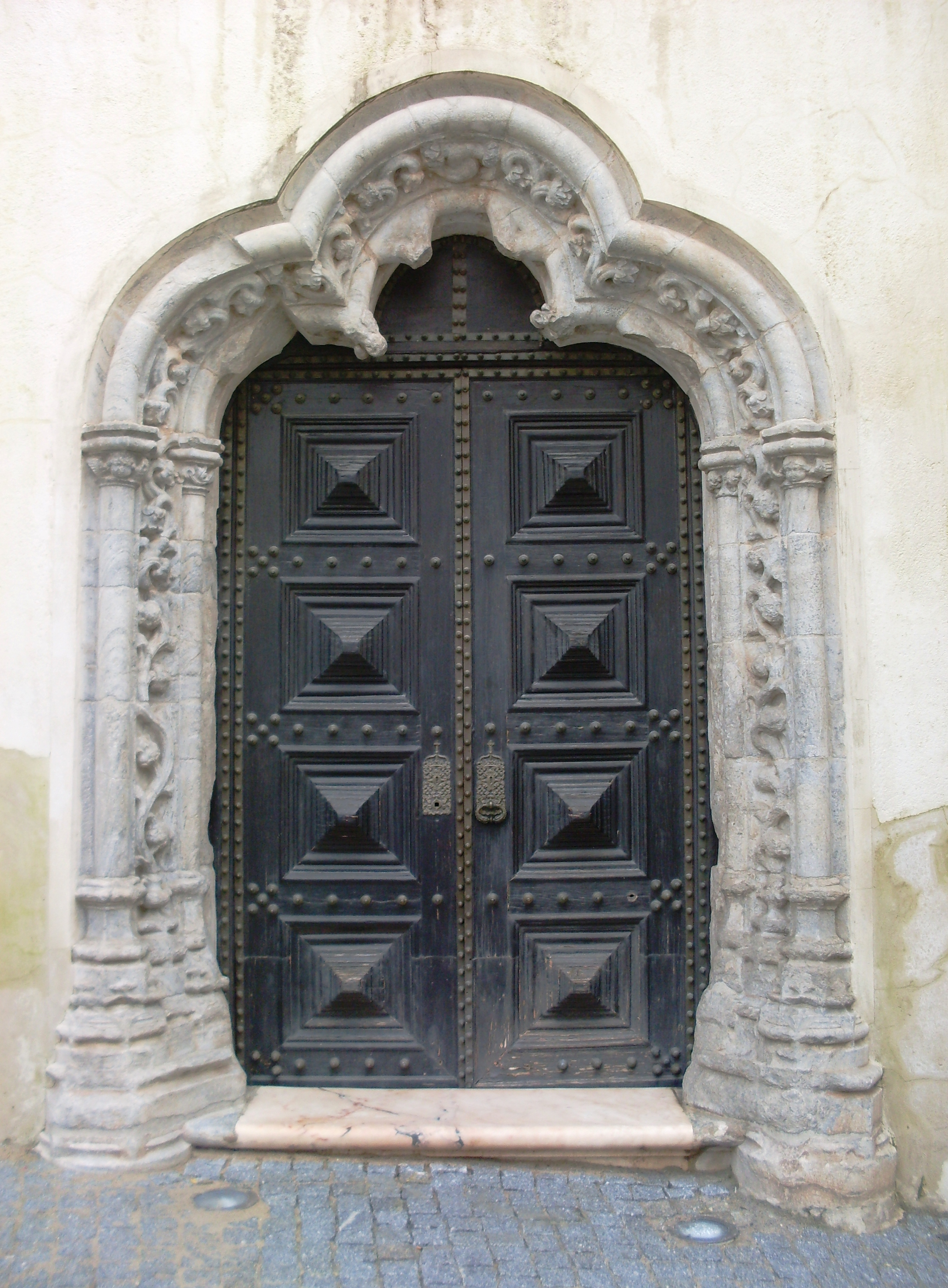
dto.